# Préparation (musique)
Pour les articles homonymes, voir Préparation.

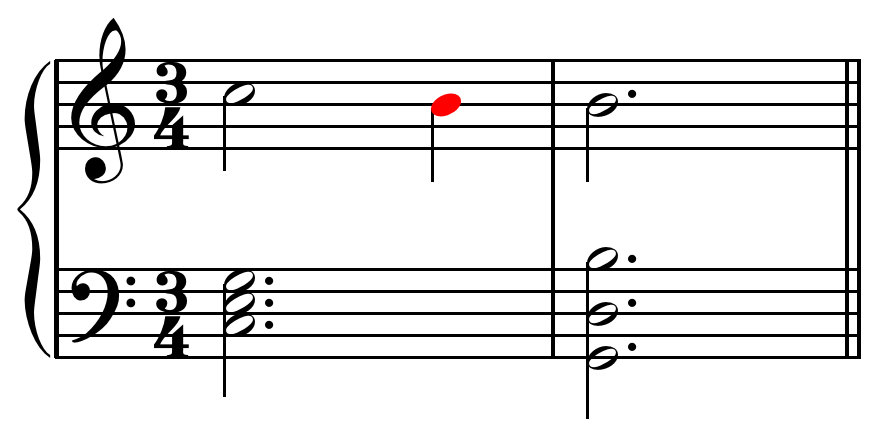
Anticipation example 1.

En harmonie tonale, une préparation désigne la phase consonante d'une note tenue devenant dissonante avant d'être résolue.
En d'autres termes, préparer une dissonance signifie faire entendre la note dissonante à la même hauteur, en tant que fondamentale, tierce ou quinte de l'accord précédent. Par conséquent, la préparation stricte d'un intervalle dissonant se fait exclusivement par mouvement oblique.
Certaines dissonances peuvent cependant être amenées par mouvement contraire ; d'autres enfin, peuvent être amenées par mouvement direct et conjoint dans une des parties, ou même, par mouvement parallèle, sous certaines conditions. Ces différentes licences concernent principalement les dissonances placées sur la dominante, ainsi que les quartes et quintes, diminuées ou augmentées. Il est en effet possible d'enchaîner deux quintes augmentées ou diminuées parallèles. Il est également possible d'enchaîner deux quintes parallèles et par mouvement conjoint si la deuxième est diminuée, mais ceci, jamais avec la basse, et de préférence entre parties intermédiaires.